# Kiakhta
Kiakhta  (en russe : Кяхта, [ˈkʲæxtə] ; en mongol : Хиагт, Hiagt, [ˈçæχtʰ] ; en bouriate de Russie : Хяагта хото, Khiaagta khoto, [ˈçæːχtə]) est une ville transbaïkale d'importance régionale et le centre administratif du raïon de Kiakhta, en république de Bouriatie. Sa population s'élevait à 17 880 habitants en 2024.
Fondée en 1727 sous le nom de Troïtskossavsk, elle joue à l'origine un rôle de fort militaire sur la frontière russo-chinoise. Dès l'année suivante, une colonie commerciale apparaît à côté du fort, sous le nom de Khiakta, devenant le terminus oriental de la route de Sibérie. La ville devient alors le centre des échanges commerciaux entre l'Empire russe et la Chine de la Dynastie Qing, principalement du thé. Kiakhta acquiert le statut de sloboda en 1743 tandis que Troïtskossavsk fut érigé en ville en 1805. Le commerce permit à Kiakhta de s'enrichir tout au long du XVIIIe siècle et au cours du XIXe siècle, et ainsi, elle fut surnommée la « Venise sablonneuse ». Néanmoins, la seconde moitié du siècle avec l'ouverture de nouvelles routes commerciales, notamment le canal de Suez, mit la ville à l'écart des échanges commerciaux, marquant le début de son déclin. En 1868, la ville est ravagée par un incendie, et elle déclina encore davantage à l'aube du XXe siècle avec l'ouverture du chemin de fer de l'Est chinois. En 1921, la ville est prise par les Soviétiques, et Troïtskossavsk la ville et Kiakhta la sloboda sont fusionnés en 1930.
Des bâtiments civils comme religieux témoignent du passé riche de la ville, mais certains sont aujourd'hui laissés à l'abandon. Lors de son apogée, la scène culturelle était florissante avec un orchestre et le premier journal de Transbaïkalie notamment. Un pidgin russo-chinois s'y développa pour les communications entre les marchands des deux pays, qui subsista jusqu'au XXe siècle. Depuis 2010, le gouvernement russe a inscrit Kiakhta sur la liste sélective des villes historiques de Russie.

## Géographie

### Situation
Khiakhta est situé dans la république de Bouriatie, qui est un sujet de la fédération de Russie en Sibérie orientale. La ville fait partie du district fédéral extrême-oriental, se situant à 2 100 km au nord-oiest de Vladivostok, la capitale du district. La capitale Moscou est à 6 195 km km à l'ouest tandis que Oulan-Oudé, la capitale de son sujet, est à 183 km au nord-est. Le fuseau horaire est l'heure d'Irkoutsk (MSK+5, UTC+08:00).
Kiakhta est située dans le sud-ouest de la Transbaïkalie, région montagneuse de Sibérie orientale. Elle se trouve sur la rivière Kiakhta, près de la frontière russo-mongole, et fait face à la ville mongole d'Altanboulag.
Kiakhta est associée au village voisin de Soudja pour former la ville de Kiakhta, une municipalité du raïon. La municipalité s'étend sur 37 438 hectares, et elle est limitrophe de la municipalité de Naouchki à l'ouest, de Khoronkhoï au nord-ouest, d'Oust-Kiakhta au nord et d'Oust-Kiran au nord-est. Au sud, elle est limitrophe de la Mongolie.

### Climat
| Mois                                                | jan.       | fév.       | mars       | avril      | mai        | juin      | jui.      | août      | sep.      | oct.       | nov.       | déc.       | année      |
| --------------------------------------------------- | ---------- | ---------- | ---------- | ---------- | ---------- | --------- | --------- | --------- | --------- | ---------- | ---------- | ---------- | ---------- |
| Température minimale moyenne (°C)                   | −24,5      | −20,4      | −11,5      | −2,6       | 3,9        | 10,9      | 14        | 11,6      | 4,5       | −3,8       | −13,9      | −21,7      | −4,46      |
| Température moyenne (°C)                            | −20,1      | −15,1      | −5,6       | 3,8        | 10,9       | 17,5      | 19,9      | 17,1      | 10        | 1,3        | −9,2       | −17,6      | 1,07       |
| Température maximale moyenne (°C)                   | −15        | −9         | 1,1        | 11,2       | 18,6       | 24,8      | 26,4      | 23,7      | 16,9      | 7,7        | −3,9       | −12,6      | 7,49       |
| Record de froid (°C) date du record                 | −55,2 1931 | −49,1 1923 | −39,7 1923 | −24,8 1984 | −12,1 1931 | −4,5 1992 | 1,4 1988  | −2,7 1972 | −9,7 1947 | −26,8 1901 | −34,7 1952 | −42,1 1901 | −55,2 1931 |
| Record de chaleur (°C) date du record               | −0,1 2002  | 8,6 2007   | 20,5 2002  | 30,6 2020  | 35 1974    | 39,3 2010 | 40,6 1999 | 37,1 1936 | 31,6 2022 | 26,6 1986  | −12,8 2009 | −5,4 1977  | 40,6 1999  |
| Précipitations (mm)                                 | 4          | 3          | 5          | 13         | 39         | 59        | 79        | 79        | 41        | 14         | 8          | 6          | 349        |
| Précipitations les plus basses (mm) année du record | 0 1918     | 0 1917     | 0 1923     | 0 1925     | 4 1996     | 9 1969    | 17 1992   | 26 1980   | 4 1947    | 0,2 1940   | 0 1930     | 0 1998     | 163 1934   |
| Précipitations les plus hautes (mm) année du record | 16 1934    | 31 1922    | 25 1922    | 54 1967    | 126 1924   | 187 1971  | 215 1932  | 231 1990  | 106 1917  | 39 1975    | 26 1931    | 24 1927    | 617 1990   |

| Diagramme climatique                                  |          |           |            |           |            |          |            |           |           |            |             |
| J                                                     | F        | M         | A          | M         | J          | J        | A          | S         | O         | N          | D           |
| −15−24,54                                             | −9−20,43 | 1,1−11,55 | 11,2−2,613 | 18,63,939 | 24,810,959 | 26,41479 | 23,711,679 | 16,94,541 | 7,7−3,814 | −3,9−13,98 | −12,6−21,76 |
| Moyennes : • Temp. maxi et mini °C • Précipitation mm |          |           |            |           |            |          |            |           |           |            |             |

### Transports
La route se situe à l'extrémité de la route fédérale A340 Kiakhta, route reliant la capitale régionale Oulan-Oudé à la ville et ainsi à la Mongolie, la ville possédant un poste de contrôle frontalier.

## Toponymie
Jusqu'en 1934, la ville était divisée en deux, à savoir Troïtskossavsk pour la forteresse et la ville officielle, ainsi que Kiakhta à 4 kilomètres le sud, qui était le bourg commercial. Troïtskossavsk tire son nom de la Trinité, car sa construction commença le jour de la Trinité, et du nom de son fondateur, Savva Vladislavitch, un Serbe originaire de Raguse. Quant au nom de Kiakhta, il dérive de la rivière Kiakhtou, dont son nom dérive du mot mongol « Kia », aussi écrit « xiag » ou « khiag ». Ce mot désigne le chiendent (triticum repens), une plante qui croit en grande quantité dans l'endroit. Les mots « ta(i) » ou « t(u) » qui composent la deuxième partie du mot sont deux formes du comitatif en mongol, signifiant « avec. ».

## Histoire

### Empire russe

#### Fondation des deux villes

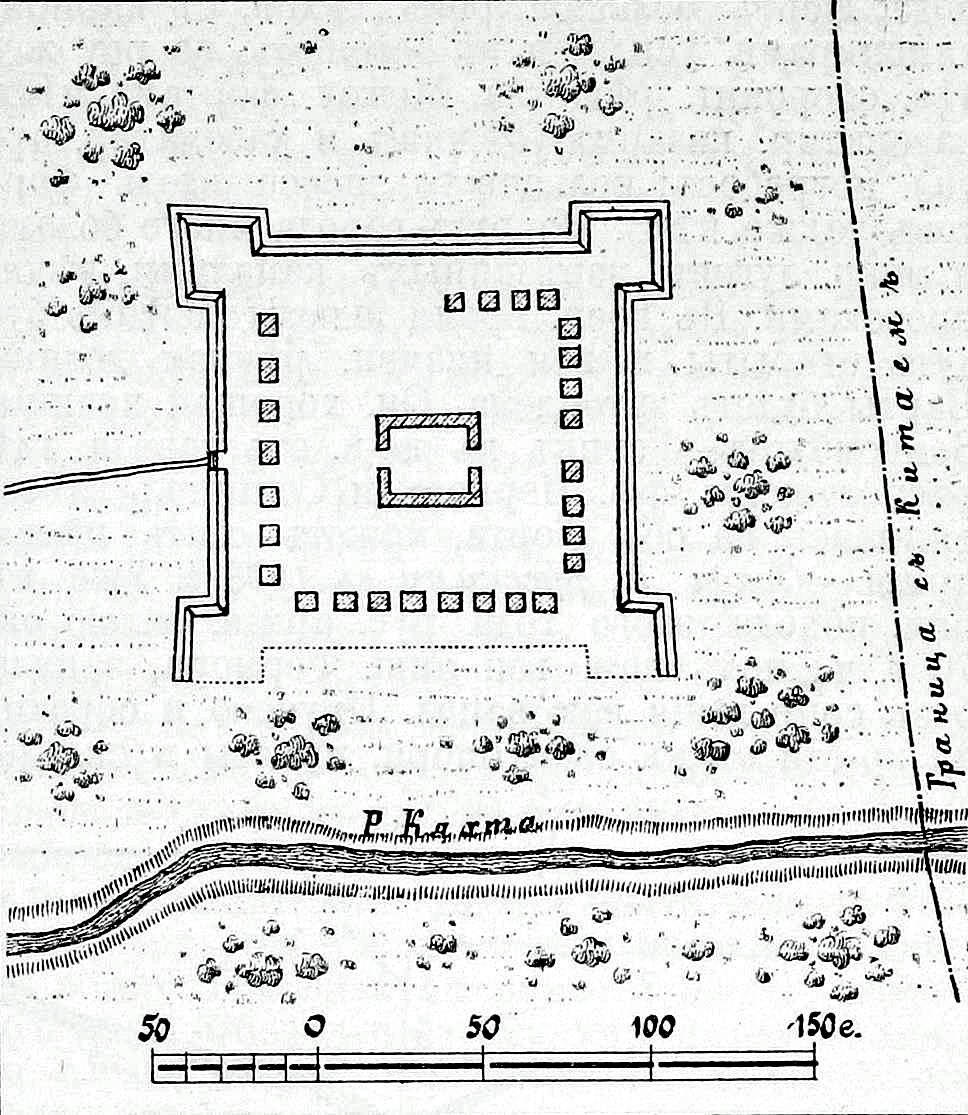
Plan de la forteresse avec la rivière Kiakhta et le tracé de la frontière.

L'histoire de la ville est liée à l'expansion des Empires russe et chinois, qui atteignent leur expansion maximale au début du XVIIIe siècle. En effet, la Russie a conquis la Sibérie tandis que la Mongolie est passée sous domination de la Dynastie Qing depuis 1691. Les deux empires cherchent alors à tracer une frontière pour délimiter leur territoire. Un premier traité est signé à Boura, une localité à une vingtaine kilomètres de l'actuelle ville, le 20 août 1727 (31 août dans le calendrier grégorien), traité préliminaire au traité de Kiakhta. Ce dernier est signé le 21 octobre 1727 (1er novembre dans le calendrier grégorien), et délimite la frontière par des bornes frontières du Haut-Iénisseï à l'ouest jusqu'à la rivière Gorbitsa à l'est.
Le jour de la Trinité de 1727, à la suite de la signature du traité, commença la construction de Troïtskossavsk par Savva Vladislavitch, un Serbe de Raguse qui fut ambassadeur russe à Constantinople avant d'être mis à la tête de l'ambasse envoyé Pékin à 1725[pas clair] pour fixer la frontière que le traité de Nertchinsk n'avait pas définie. Troïtskossavsk était une forteresse dotée de quatre bastions, trois portes d'accès et d'une palissade, ce qui lui permit de devenir le centre administratif. Selon le traité de Kiakhta, nul individu ne pouvait franchir la frontière sans des autorisations spéciales, mis à part à deux endroits de la frontière, à Curuxajtu et à Kiakhta. Ces deux postes commerciaux permettaient de remplir les volontés russes de pouvoir commercer, face à la Chine qui désirait une frontière étanche. Curuxajtu, sur la rive de l'Argoun près de Nertchinsk, se situait dans une zone montagneuse, rendant la pratique du commerce difficile. Ainsi à quatre kilomètres au sud de la forteresse de Troïtskossavsk apparut Kiakhta, la zone dévolue aux échanges commerciaux. Lors de sa fondation, Kiakhta fut entourée d'un rempart de bois avec six bastions ainsi que qu'un fossé. En 1730 s'ajouta du côté chinois de la frontière la ville de Maimatchine.

#### Interruptions du commerce et contrebande
Au XVIIIe siècle, les Dzoungars se livrent à des raids en terre chinoise avant de trouver refuge en Russie, où les autorités rechignent à extrader ces derniers à la Chine. Face à ce contexte de raids et de menace, la Chine referme ses frontières à de multiples reprises. Le commerce est interrompu plusieurs jours en 1744, 1747, 1751, presque six mois en 1756 et 5 semaines en 1757. Cela entraîne un isolement de Kiakhta, tandis que Maimatchine en face se vide. En août 1757, le prince dzoungar Amoursana, gendre de Galdan-Tseren et qui avait appelé les Dzoungars à se rebeller contre la Chine en 1755, se réfugie à Tobolosk. Il meurt là-bas de la variole en septembre, et sept mois plus tard, les autorités russes exposent le corps à Kiakhta, ce qui permet pour la Russie de dire qu'elle ne veut plus accueillir de réfugiés. La Chine ferme à nouveau sa frontière pour des cas similaires plusieurs jours en 1759, totalement d'avril 1764 à juillet 1768, en 1775, d'avril 1778 à avril 1780, en 1785 et en 1792. En conséquence, les Russes exposent les cadavres à Kiakhta en face de la Chine, pour que la Chine voit les corps morts et rouvre ainsi sa frontière. Les interruptions commerciales entraînaient des pénuries de thé chez les habitants de Transbaïkalie, Bouriates comme Russes et de fourrures à Pékin.

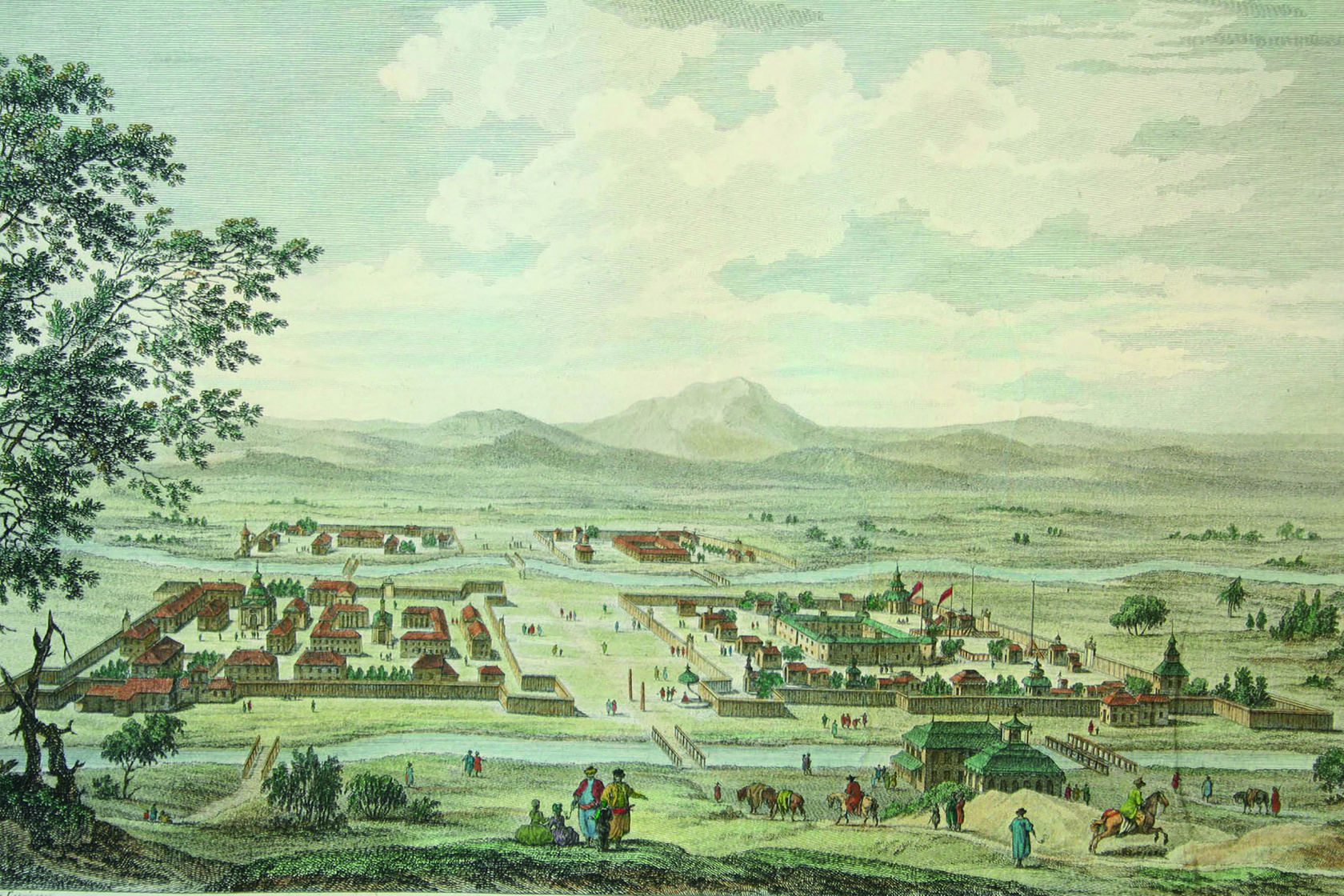
Vue de Kiakhta en 1783.

En parallèle émerge autour de Kiakhta un important commerce de contrebande, qui peut être sanctionné de la peine de mort dans certains cas. Jusqu'au milieu du XVIIIe siècle les Russes traversent la frontière pour aller vendre leurs fourrures dans les villes mongoles, mais aussi de l'or et de l'argent. Lorsque Peter Simon Pallas passe par Kiakhta, il observe le commerce de contrebande de la rhubarbe, pourtant sanctionné par la peine de mort en Russie comme en Chine.
À la fin du XVIIIe siècle, se retrouvent dans les étals de la ville des porcelaines avec des figures des mythologies grecques et romaines en direction de la Chine, alors en vogue en Europe, comme en témoignent Pallas et William Coxe. Pallas remarque aussi des denrées chinoises comme la badiane, le millet, les arbouses, le riz, des vêtements en satin, du coton, de la poterie ou encore de la porcelaine chinoise.

#### Apogée du commerce (XIXesiècle)
Au tout début du XIXe siècle, le marché des fourrures s'épuise en Russie alors que le pays s'industrialise. Les produits échangés à Kiakhta sont des produits manufacturés russes comme le drap, qui constitue l'essentiel des exportations vers l'Empire du milieu, tandis que le thé devient, de loin, la principale exportation chinoise.
Kiakhta et son commerce étaient remarquables, car jusqu'au traité de Nankin en 1842, elle était la seule ville avec Canton où des échanges commerciaux étaient assurés entre un pays étranger et la Chine. De plus, c'était jusqu'au traité de Tien-Tsin de 1858 le seul point pour le commerce entre la Russie et la Chine. À partir du 15 mars 1800, la présence d'aucun étranger n'est autorisé du côté russe à Kiakhta, ce qui fait que la classe des marchands détient dans la ville un pouvoir considérable qui n'a d'équivalent nulle part ailleurs dans l'Empire russe.
Les Empires russe et chinois voulaient réguler leurs réserves de métaux précieux, ce qui les avaient motivés à interdire la vente de marchandise contre de l'argent. Ainsi à Kiahta, le commerce reposait exclusivement sur le troc, le kitajka, une étoffe de coton, puis après 1800 le thé, servant d'unité de mesure pour les échanges. Mais à la suite de la première guerre de l'opium, la Chine nécessite d'importants besoins en métaux précieux pour verser les lourdes compensations au Royaume-Uni. Les commerçant sont alors autoriser en 1854 de commercer avec de l'or et de l'argent, en 1855 avec des pièces de monnaies.
La ville de Kiakhta est à son apogée le centre du commerce de thé, dont la Russie est alors la plus grande consommatrice mondiale. Vers le milieu des années 1850, 90 % les importations à Kiakhta sont du thé, et la ville est surnommée le « royaume du thé ». Le thé de Kiakhta était en concurrence avec le thé d'Odessa et celui directement importé par les pays occidentaux en Europe. Ainsi, le gouvernement tsariste qui se préoccupait du développement économique de la Sibérie et de son accès au commerce chinois, intervenait par décrets et règlements douaniers en faveur de Kiakhta et de son thé.

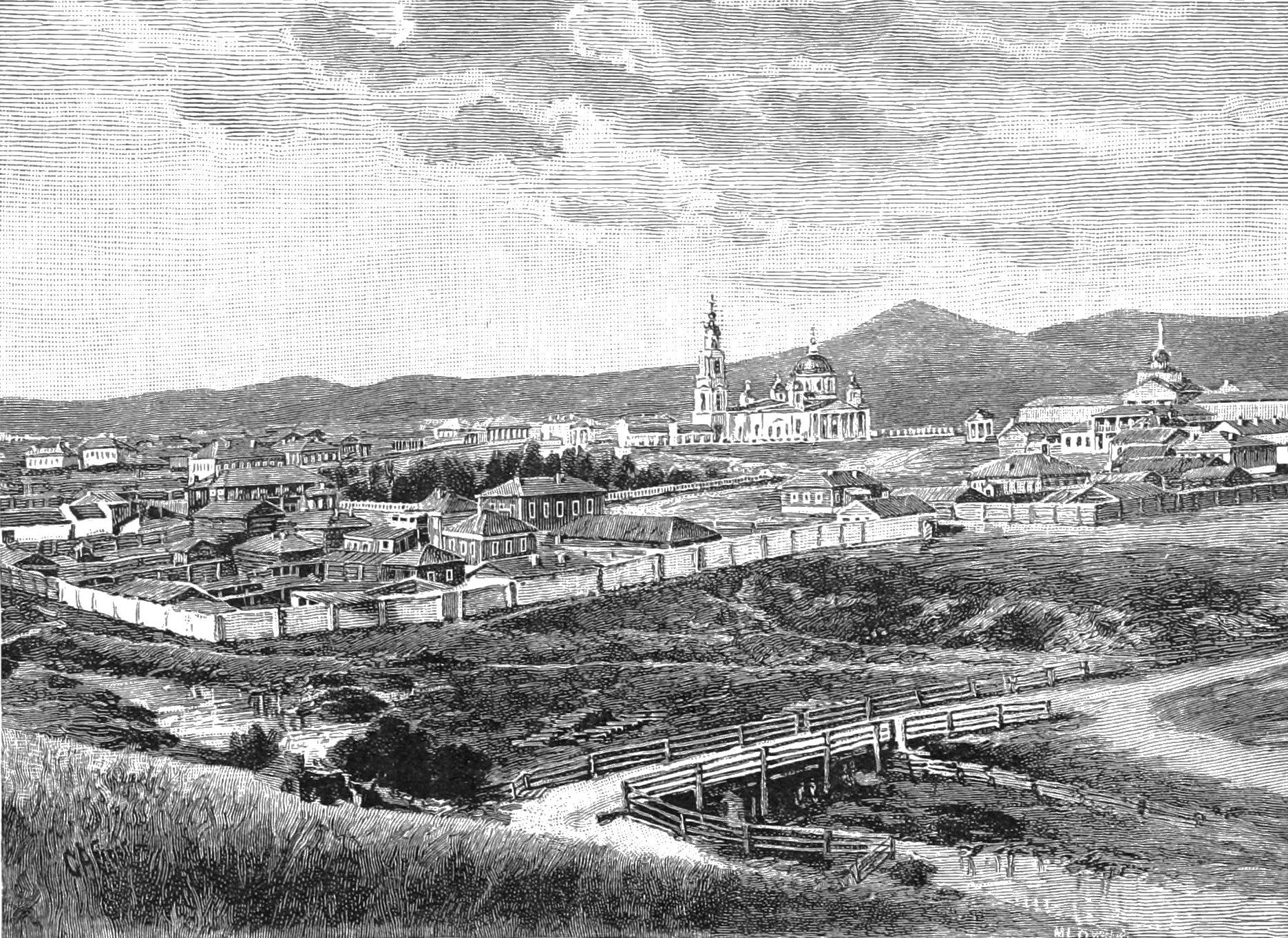
Vue générale de Kiakhta en 1891.

La ville se distingue dans la seconde moitié du XIXe siècle par son architecture comparable à celui un quartier élégant d'une ville européenne. Lorsque les voyageurs occidentaux reviennent depuis la Chine, la ville agit comme le marqueur du retour en Europe. Elle fait contraste avec Maimatchin, semblable à un faubourg de Pékin.

#### Début duXXesiècle
Kiakhta vit au début du XXe siècle un déclin économique, la ville ayant lentement perdu son statut de centre du commerce du thé. Mais elle reste développée et densément peuplée pour une ville de Sibérie.
Au niveau politique, la période est marquée par l'arrivée d'idées révolutionnaires dans la population. Un groupe de l'intelligentsia se forme en 1903, et évolue pour donner en 1905 la branche de Troïtskossavsk du parti ouvrier social-démocrate. Lors de la révolution russe de 1905, l'intelligentsia locale soutient la grève politique panrusse de fin octobre 1905. Dans la ville ont lieues deux manifestations et un comité est fondé pour l'organisation des manifestations. Mais les membres de ce comité sont arrêtés en décembre 1905 et en janvier 1906 lors d'une vague répressive à l'échelle nationale. Le comité se reforme entre 1909 et 1911, quand les idées révolutionnaires se renforcent à nouveau, et leurs activités deviennent alors plus présentes.

### Révolution et guerre civile russe

#### Sous le pouvoir des Bolcheviks
La chute du régime tsariste à la suite de la révolution de Février entraîne à Kiakhta la transformation du comité local du POSDR en un organe exécutif des Soviétiques, répondant au Soviet de Petrograd. Un comité de Sécurité publique, représentant le gouvernement provisoire est aussi formé au même moment, les deux voulant diriger la ville. En décembre 1917, une faction des bolcheviks du POSDR se forme dans la ville, dirigé par K.A. Maskov, venant d'une famille d'ouvriers et ayant étudié à Tchita et Kazan. Face au comité du gouvernement provisoire, un soulèvement est organisé par les Soviétiques au sein de la garnison militaire de la ville, qui contenait environ 1 500 soldats et 200 cosaques sous les ordres de l'armée cosaque de Transnsbaïkalie. Ainsi le 19 février 1918, le désormais soviet des ouvriers et soldats de Troïtskossavsk renversa le Comité de Sécurité publique, et la Douma muncipala transféra le pouvoir au Conseil des députés ouvriers et paysans.
Entre-temps le territoire voisin de la Mongolie, notamment ses zones frontalières, est devenu le lieu de formation de détachements des Armées blanches. Les détachements dans les régions de Shaamar et de Yeröö furent formés pour mener des raids sur la ville et sur d'autres villes frontaliers. Début août 1918, le village frontalier de Bolchaïa Koudara est occupé par le capitaine Nazdorovo dans l'objectif d'atteindre l'arrière du fond transbaïkal et ainsi menacer le pouvoir soviétique en Sibérie orientale. Cependant avec les commandants Tretiakov et Ragozine, la ville est protégée et les Gardes rouges sont repoussés vers la Mongolie.
En parallèle, la légion tchécoslovaque rebellée progressait en Sibérie orientale, menaçant le pouvoir soviétique. Alors que de nombreuses régions de Sibérie avaient déjà été reprises par les Armées blanches et le Corps tchécoslovaque, les Soviétiques étaient toujours présents à Troïtskossavsk. Les forces partisanes de la ville étaient relativement importantes, avec les détachements de N.A. Kalandarichvili et de V. Rogozine. Ces derniers se limitaient à lutter contre les traîtres et anarchistes, ne souhaitant pas mener d'offensives envers les Blancs dans la région. Un groupe d'Armées blanches, le groupe de Lavrov, aussi nommée l'escouade internationale, composé d'environ 1000 soldats, la plupart des Hongrois anciennement retenus prisonniers de la Première Guerre mondiale près de Verkhnéoudinsk, tenta d'installer des détachements en Mongolie dans le but de permettre à leur groupe de rentrer dans leur pays par la Mongolie et la Chine. Il fallait pour cela passer par la ville de Troïtskossavsk, à la main en août 1918 des Soviétiques. Dans la nuit du 15 au 16 août 1918, une réunion des Soviétiques eut lieu pour élaborer un plan d'action face à l'approche des Armées blanches et des Tchécoslovaques. Les deux généraux, Nestor Kalandarichvili et Tretiakov, décidèrent d'évacuer la ville le soir-même vers Oust-Kiakhta, afin de traverser la Selenga en direction de Tcheremkhovo.

#### Reprise par les Armées Blanches
La ville fut prise le 16 août par l'escouade internationale, bloquant les sorties de la ville et arrêtant entre 50 et 60 bolcheviks. Le 2 septembre 1918, les unités des Armées blanches et des Tchécoslovaques rentrèrent à leur tour dans la ville lors d'une marche solennelle. Le millier de soldats approximatif de l'escouade internationale, déposa leurs armes à ces nouvelles troupes puisque leur chef Grigori Semenov leur avait promis leur retour dans leurs pays d'origine via la Mongolie. La nuit du 2 au 3 août fut marquée par des célébrations et des feux d'artifice. Mais ensuite, toute l'escouade internationale fut fusillée au cours de la même nuit, et des représailles suivirent contre les bolcheviks locaux. Certains bolcheviks furent abattus, d'autres arrêtés et transférés à Verkhnéoudinsk et Tchita. Plus de 300 personnes sont détenus dans l'ancienne prison municipale et dans un des bâtiments de la Caserne.
Dans la seconde moitié de 1919 est créée une nouvelle organisation bolchévique de manière clandestine. Les Soviétiques envoyèrent secrètement un certain N.P. Kalouguine, révolutionnaire expérimenté chargé de rétablir l'organisation. Les membres se réunissaient à Maimatchine en Mongolie pour éviter les répressions. La Caserne rouge fut transformée par Grigori Semenov en une prison, recevant à partir de la fin de septembre 1919 les prisonniers faits par Koltchak en Ourla et en Sibérie occidentale. C'était notamment des prisonniers de Perm, Koungour, Tcheliabinsk ou encore Zlatooust. Lorsque le mouvement partisan en Transbaïkalie a commencé à s'effondrer, l'ataman Semenov ordonna la liquida de tous les prisonniers de Transbaïkalie. Entre le 26 décembre 1919 et le 9 janvier 1920 se déroule ainsi la Tragédie de la Trinité, où entre 1 500 et 1 600 prisonniers furent abattues dans la Caserne rouge par groupes.

#### Intervention chinoise
Après le massacre de la Trinité, les Semenovites quittèrent la ville, la cédant aux armées chinoises, qui rentrèrent dans la ville le 14 janvier 1920.

### Période soviétique
La ville s'industrialisa légèrement pendant la période soviétique.

### Depuis 1991
L'époque contemporaine a été marquée par les tentatives des autorités de restauration l'aspect historique de la ville tout en lui assurant un développement socio-économique. Dans le cadre du programme fédéral du développement du tourisme intérieur de 2011 à 2018, un cluster touristique a été créé à Kiakhta. Pour ce même programme sur la période 2019-2024, la reconstruction historique de la localité historique a été commencé. Cette reconstruction s'appuie sur certains bâtiments toujours existant, tels que la douane historique et les Galeries commerciales, et sur les photographies d'époques, notamment celles de la forteresse de Kiakhta.

## Politique et administration

### Élections
Quinze concurrents étaient en lice pour l'élection maïorale de 2023, mais la bataille s'est jouée principalement entre Aleksandra Protassova de Russie unie et Igor Lesnoï de Russie juste. Protassova a gagné l'élection en recueillant 1 104 voix, en légère avance sur Lesnoï qui a reçu 1 033 voix.
| Scrutin       | 1er tour | 1er tour | 1er tour | 1er tour | 1er tour | 1er tour | 1er tour                                | 1er tour                                | 1er tour                                | 1er tour                                | 2d tour     | 2d tour     | 2d tour     | 2d tour     | 2d tour     | 2d tour     | 2d tour     | 2d tour     |
| Scrutin       | 1er      | 1er      | %        | 2e       | 2e       | %        | 3e                                      | %                                       | 4e                                      | %                                       | 1er         | %           | 2e          | %           | 3e          | %           | 4e          | %           |
| ------------- | -------- | -------- | -------- | -------- | -------- | -------- | --------------------------------------- | --------------------------------------- | --------------------------------------- | --------------------------------------- | ----------- | ----------- | ----------- | ----------- | ----------- | ----------- | ----------- | ----------- |
| Maïorale 2023 |          | ER       | 25,84    |          | SRZP     | 24,18    | Les données manquantes sont à compléter | Les données manquantes sont à compléter | Les données manquantes sont à compléter | Les données manquantes sont à compléter | Tour unique | Tour unique | Tour unique | Tour unique | Tour unique | Tour unique | Tour unique | Tour unique |

## Population et société
Recensements (*) ou estimations de la population
| 1856  | 1897* | 1923* | 1926* | 1959*  | 1970*  |
| ----- | ----- | ----- | ----- | ------ | ------ |
| 5 400 | 8 788 | 8 467 | 8 646 | 10 327 | 15 316 |

| 1979*  | 1989*  | 2002*  | 2010*  | 2012   | 2013   |
| ------ | ------ | ------ | ------ | ------ | ------ |
| 14 990 | 18 307 | 18 391 | 20 024 | 20 046 | 19 998 |

## Économie

### Entreprises
En 2018, la ville de Kiakhta enregistrait sur son territoire 542 entités économiques, réparties entre 93 institutions et entreprises et 449 auto-entrepreneurs.

### Garnison militaire
Kiakhta est la ville de garnison de la 37e brigade de fusiliers motorisés, régiment suspecté de crimes de guerre à Mothyzyn en Ukraine lors l'invasion de l'Ukraine par la Russie de 2022.

## Culture locale et patrimoine
Du fait de son patrimoine, Kiakhta est membre de l'Association des petites villes historiques de Russie, de l'Union russe des villes et régions historiques et de l'Association des villes de Sibérie et d'Extrême-Orient.